# 로데 슈바르츠
로데 슈바르즈(Rohde & Schwarz)는 1932년 설립되었으며 테스트 & 측정, IT 기술, 무선 통신 분야에서 활동중인 기업으로 독일의 뮌헨에 본사가 위치하고 있다. 전 세계적으로 약 13.800 명의 직원이 있으며, 한국지사는 2000년에 설립이 되어 서울, 대전, 구미에 지사를 보유하고 있다.